# تپه اجاق زنگ‌آباد
تپه اجاق زنگ آباد مربوط به عصر آهن I - هزاره اول قبل از میلاد - سدهٔ ۸–۶ ه.ق است و در شهرستان ورزقان، بخش مرکزی، دهستان ازومدل جنوبی، چسبیده به ضلع شمالی روستای زنگ آباد واقع شده و این اثر در تاریخ ۲۷ اسفند ۱۳۸۷ با شمارهٔ ثبت ۲۶۴۱۴ به‌عنوان یکی از آثار ملی ایران به ثبت رسیده است.